# Laura Ashley Samuels
Laura Ashley Samuels (Dallas, 29 agosto 1990) è un'attrice statunitense.

## Filmografia

### Cinema
- The final, regia di Joey Stewart (2010)
- In Time, regia di Andrew Niccol (2011)
- Dumbbells (2014)
- 1 Night in San Diego, regia di Penelope Lawson (2020)

### Televisione
- True Jackson, VP – serie TV (2010)
- I maghi di Waverly – serie TV (2010)
- Monster Heroes (2010)
- 90210 – serie TV (2011)
- Raising Hope – serie TV (2012)
- Diario di una nerd superstar – serie TV (2012)
- April Apocalypse (2013)
- Pericolo in classe (The Cheating Pact), regia di Doug Campbell – film TV (2013)